# Strmec Sutlanski
Strmec Sutlanski es una localidad de Croacia en el municipio de Kraljevec na Sutli, condado de Krapina-Zagorje.

## Geografía
Se encuentra a una altitud de 206 m s. n. m. a 41,1 km de la capital nacional, Zagreb.

## Demografía
En el censo 2011, el total de población de la localidad fue de 110 habitantes.